# Fussballclub Liefering 2014-2015
Questa voce raccoglie le informazioni riguardanti il  Fussballclub Liefering  nelle competizioni ufficiali della stagione calcistica 2014-2015.

## Rosa
| N. |                                 | Ruolo | Calciatore        |
| -- | ------------------------------- | ----- | ----------------- |
| 1  | Germania (bandiera)             | P     | Fabian Bredlow    |
| 3  | Brasile (bandiera)              | D     | Luan              |
| 4  | Austria (bandiera)              | D     | Stefan Peric      |
| 5  | Croazia (bandiera)              | D     | Duje Ćaleta-Car   |
| 6  | Austria (bandiera)              | D     | Philipp Wiesinger |
| 7  | Corea del Sud (bandiera)        | C     | Hwang Hee-chan    |
| 8  | Austria (bandiera)              | C     | Martin Rasner     |
| 9  | Croazia (bandiera)              | A     | Daniel Ripić      |
| 10 | Brasile (bandiera)              | C     | João Pedro        |
| 11 | Austria (bandiera)              | D     | Lukas Gugganig    |
| 13 | Austria (bandiera)              | C     | Michael Brandner  |
| 14 | Austria (bandiera)              | D     | Alexander Joppich |
| 15 | Austria (bandiera)              | C     | Matthias Honsak   |
| 16 | Danimarca (bandiera)            | D     | Asger Sörensen    |
| 17 | Ghana (bandiera)                | D     | Felix Adjei       |
| 19 | Bosnia ed Erzegovina (bandiera) | C     | Adel Halilović    |
| 21 | Austria (bandiera)              | P     | Michael Höfler    |
| 22 | Austria (bandiera)              | D     | Manuel Haas       |

| N. |                                 | Ruolo | Calciatore         |
| -- | ------------------------------- | ----- | ------------------ |
| 24 | Austria (bandiera)              | C     | Manuel Gerbl       |
| 25 | Austria (bandiera)              | D     | Marcel Rohrstorfer |
| 26 | Ghana (bandiera)                | A     | Raphael Dwamena    |
| 27 | Austria (bandiera)              | C     | Konrad Laimer      |
| 28 | Brasile (bandiera)              | C     | Felipe Pires       |
| 29 | Germania (bandiera)             | A     | Nils Quaschner     |
| 30 | Stati Uniti (bandiera)          | P     | Keith Cardona      |
| 31 | Austria (bandiera)              | D     | David Gugganig     |
| 32 | Austria (bandiera)              | D     | Sandro Ingolitsch  |
| 34 | Ghana (bandiera)                | P     | Lawrence Ati-Zigi  |
| 35 | Serbia (bandiera)               | D     | Stefan Petrović    |
| 36 | Austria (bandiera)              | C     | Xaver Schlager     |
| 42 | Croazia (bandiera)              | C     | Igor Bosnjak       |
| 43 | Germania (bandiera)             | C     | Daniel Raischl     |
| 44 | Croazia (bandiera)              | C     | Ante Roguljić      |
| 45 | Bosnia ed Erzegovina (bandiera) | A     | Smail Prevljak     |
| 47 | Austria (bandiera)              | A     | Lukas Heinicker    |
| 48 | Austria (bandiera)              | C     | Oliver Schnöll     |